# KLH (azienda)
La KLH è una ditta costruttrice statunitense di altoparlanti, diffusori acustici e apparecchi radiofonici.

## Storia

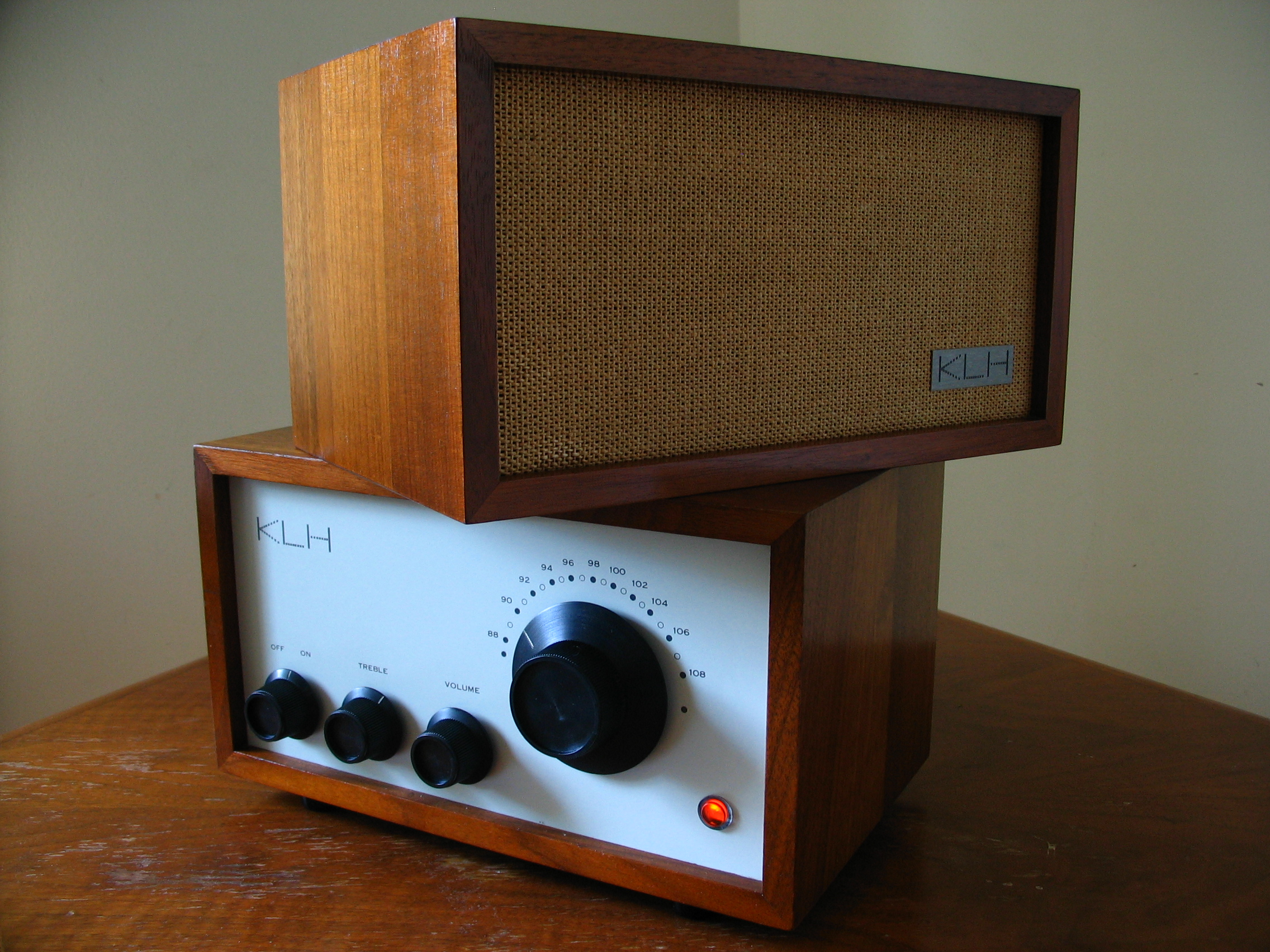
La KLH Modello 8

Nel 1957 a Cambridge, nel Massachusetts, insieme a Malcolm S. Lowe ed Anton Hofmann (figlio del pianista Józef Hofmann) Henry Kloss dà vita a un'azienda che prenderà il nome dalle iniziali dei fondatori (Kloss, Lowe, Hofmann). La "KLH Research and Development Corporation" ha sviluppato modelli di radio e diffusori innovativi che hanno segnato la storia dell'industria dell'audio: tra i tanti i diffusori KLH Modello 5, Modello 6 e la famosa radio da tavolo Modello 8, una delle prime radio FM di piccole dimensioni ad alta selettività. Rilevante fu inoltre lo sviluppo di sistemi innovativi nei prodotti di elettronica legati all'alta fedeltà: tra tutti va citato il primo giradischi ad utilizzare la tecnologia dello stato solido, il KLH Modello 11. Nei primi anni sessanta la KLH aveva oltre 500 dipendenti.

Nel 1964 la KLH viene venduta alla Singer Corporation e Kloss rimane in azienda per un breve periodo per contribuire allo sviluppo di nuovi altoparlanti e nuove strumentazioni audio. La società sarà successivamente venduta alla Electro Audio Dynamics nel 1980 che sposterà l'azienda in California e definitivamente ceduta alla Kyocera che sposterà la produzione oltreoceano. Kyocera decise di interrompere la produzione di prodotti audio a marchio KLH nel 1989. Il marchio KLH è stato rilevato lo stesso anno dall'imprenditore industriale Lavere Lund che lo riportò in patria. Attualmente la sede della KLH si trova Santa Ynez in California e la produzione è orientata prevalentemente sui diffusori per uso interno ed esterno e sugli apparecchi radiofonici iPod compatibili.